# Ficinia spiralis
Ficinia spiralis es una especie de planta herbácea de la familia de las ciperáceas. Es originaria de Nueva Zelanda.  Anteriormente generalizada, se ha visto gravemente afectada por la competencia con una presentación de vegetación de playa y el pastoreo de animales y ahora solo tiene una distribución irregular.

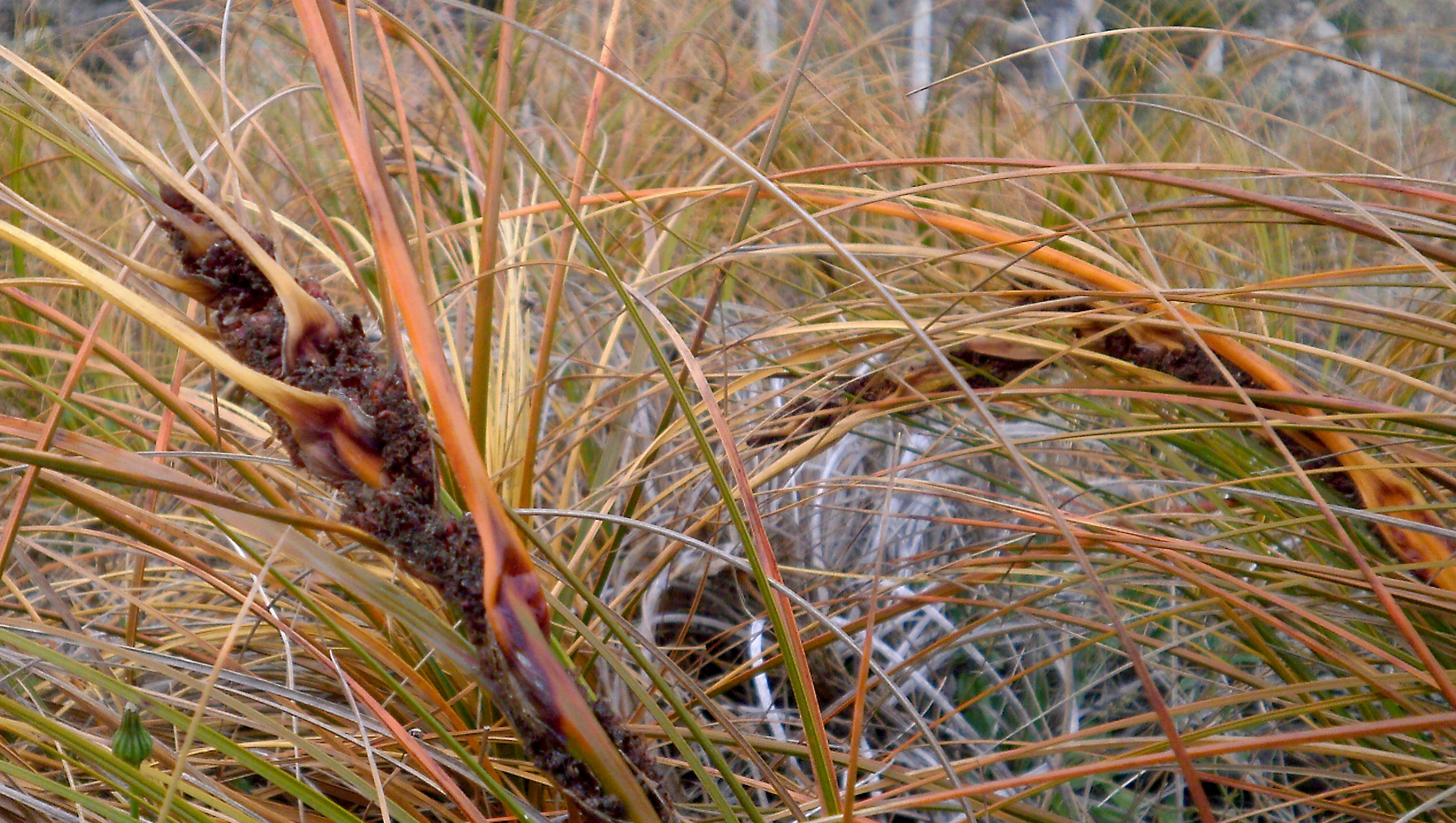
Cabeza de semillas

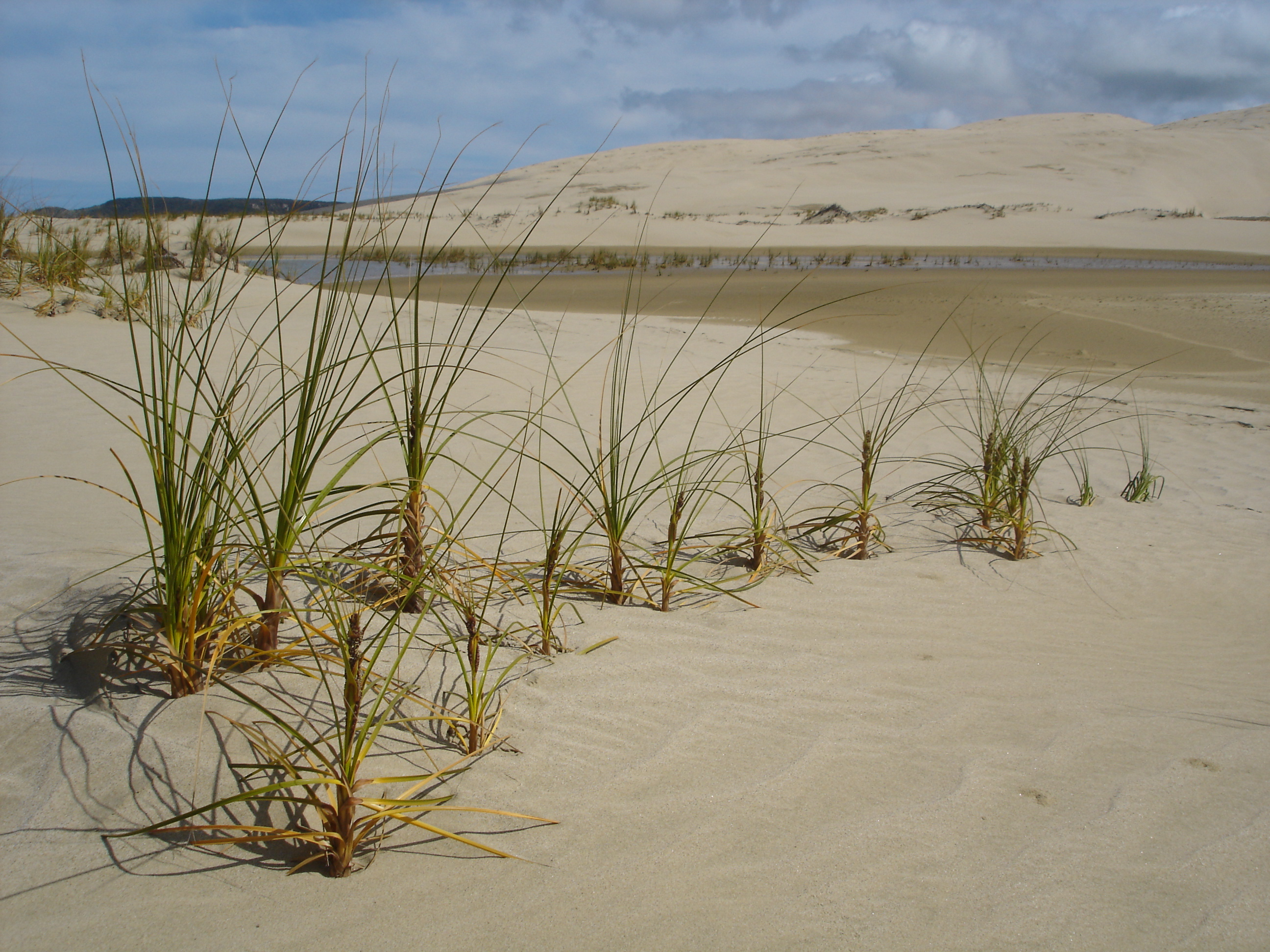
En su hábitat

## Descripción
Las hojas de esta planta son utilizadas por los maoríes en el tejido. Las hojas se vuelven de un color amarillo brillante cuando se secan. Es una planta robusta como hierba, de 30-90 cm de altura, de la familia de juncia, que se encuentra en las dunas de arena activas. Se encuentra solamente en Nueva Zelanda y se distingue fácilmente de otras especies que crecen en las dunas de arena.
La mayoría de las plantas producen largos, postrados, difíciles estolones como cuerdas que se arrastran a lo largo de la superficie de la arena hasta ser sepultados por la arena movediza, dejando solo la parte superior de las hojas expuestas. Algunas poblaciones del sur de Isla Sur producen plantas cespitosas densas sin extensas estolones.
Numerosas y duras hojas, más o menos texturizados, son asumidos en penachos densos en bien espaciados y cortos tallos rectos (hijuelos), a lo largo de la longitud de los estolones. Las hojas son estrechas de 2-5 mm de ancho, con colores que van del verde al amarillo a naranja.
Visto desde la distancia, los parches de Ficinia spiralis tienen una tonalidad naranja distintiva. La longitud, la anchura y la fuerza de las hojas para tejer varían entre las poblaciones que crecen en las diferentes áreas.
Pequeñas flores marrones oscuras aparecen en primavera y están dispuestas en espiral en racimos apretados alrededor de la parte superior  del tallo en posición vertical (caña), intercaladas con brácteas en forma de hoja. Las semillas son brillantes, de color marrón oscuro, en forma de huevo, 3-5 mm de largo, y de madurar caen a principios de verano. La planta puede multiplicarse por estolones .

## Taxonomía
Ficinia spiralis fue descrita por (A.Rich.) Muasya & de Lange  y publicado en New Zealand J. Bot. 48: 37 2010.
Sinonimia
- Anthophyllum urvillei Steud.
- Desmoschoenus spiralis (A.Rich.) Hook.f.
- Isolepis spiralis A.Rich.
- Scirpus frondosus Banks & Sol. ex Boeckeler
- Scirpus spiralis (A.Rich.) Druce[3]